# Румянцева, Ольга Владимировна
Румянцева Ольга Владимировна (род. 11 апреля 1930, Ленинград — 28 апреля 2022, Москва) — советский, российский музейный и общественный деятель. искусствовед, рериховед, создатель мемориального кабинета Н. К. Рериха в Государственном музее искусства народов Востока. Заслуженный работник культуры Российской Федерации. Лауреат Международной премии имени Николая Рериха (2010).

## Биография
Родилась в Ленинграде, где проживала до эвакуации в 1941 году в Ишим (Омская область). С 1943 года жила в Москве. Закончила Московский историко-архивный институт в 1954 году. Работала корректором в отделе издания Гидропроекта, с 1957 по 1966 годы (в связи со службой мужа) находилась в Белоруссии и в ГДР. Вернувшись в Москву, в октябре 1966 года поступила на работу в Государственный музей искусства народов Востока. Работала экскурсоводом, заведующей отделом научной пропаганды, руководителем научного лектория, хранителем фонда Рерихов, заведующей мемориальным кабинетом Н. К. Рериха (с 1979 года), заведующей сектором «Наследие Рерихов».
В 1984 году (осуществляя инициативу П. Ф. Беликова) организовала на базе мемориального кабинета Н. К. Рериха Всесоюзную комиссию по культурно-художественному наследию Н. К. Рериха, в которой активно действовала в качестве ответственного секретаря. Комиссией (утверждена министром культуры СССР) в Музее Востока были проведены пять представительных научных конференций по изучению наследия семьи Рерихов (одна всесоюзная, остальные международные).
С 1977 года выполняла экспозиционно-выставочную работу с собранием Н. К. и С. Н. Рерихов. Ею были сделаны с 1977 по 2010 годы все варианты менявшейся постоянной экспозиции Рерихов (более десяти), четыре большие юбилейные и более пятнадцати тематических выставок картин Н. К. и С. Н. Рерихов; а также выставки картин Рерихов в других городах страны (в Калининграде, в Краснодаре, в городах Закавказья, на Камчатке) и за рубежом — в Индии и на Мадагаскаре.
Автор многочисленный изданий и путеводителей по Музею Востока.
В 1982 и 1993 годах вышли два издания её книги «Государственный музей Востока». Автор  телефильмов об искусстве Востока, а также о творчестве Рерихов. Была близко знакома со С. Н. Рерихом и Девикой Рани Рерих, была у них в гостях в Индии, состояла с ними в переписке.
Провела сотни экскурсий, подготовила научные сообщения и доклады для научных конференций в Музее Востока, в институте Востоковедения АН СССР. По линии Всесоюзного общества «Знание» читала лекции по разным темам, в том числе: «Искусство средневековых арабских стран», «Арабский Халифат», «Искусство Тропической Африки», «Путешествие по Японии», «Искусство Дагестана», «Кубачинцы и их культура», «Античные мозаики Туниса», «Шедевры Государственного музея Востока», «Сказки и легенды в произведениях искусства Востока».
С 1979 до декабря 2015 года — заведующая мемориальным кабинетом Н. К. Рериха.

## Краткая библиография
- Коллекция картин Н. К. Рериха и собрание произведений искусства Востока в Государственном музее искусства народов Востока // Рериховские чтения (Материалы научной конференции СО АН СССР, Новосибирской картинной галереи, 1979). — Новосибирск, 1979. — С. 138—140.
- Дом Рериха // «Огонёк». — 1982. — 2 октября. — № 40. — С. 24-25.
- Государственный музей искусства народов Востока. — М.: «Изобразительное искусство», 1982 (1993).
- Роза Эфросса, или Чудеса мастера // Дельфис. — 1997. — № 3 (11).
- «Священная флейта» (о творчестве С. Н. Рериха). — Самара, 2002.
- «Святослав Рерих в Москве» — Самара, 2004.
- Щедрый дар. Коллекция Рерихов из собрания К. Кэмбелл в Государственном музее Востока. — М., 2014.